# Jean-Louis Christ
Pour les articles homonymes, voir Christ.
Jean-Louis Christ, né le 24 janvier 1951 à Ribeauvillé (Haut-Rhin), est un homme politique français.

## Biographie
Il est élu député le 16 juin 2002, pour la XIIe législature (2002-2007), dans la 2e circonscription du Haut-Rhin. Il fait partie du groupe UMP.
En juin 2006, après le suicide d'un abbé curé de Ribeauvillé à la suite de soupçons de consultations d'images pédophiles sur internet, Jean-Louis Christ se prononce et milite en faveur du droit au mariage des prêtres catholiques. D'après lui, « cette déviance, dont souffrait notre curé, est une conséquence du drame de la solitude. (...) Dans nos villages alsaciens, le pasteur protestant est marié, le rabbin aussi. Il n'y a que le curé qui vit seul. ». Il signe également une contribution intitulée "Célibat et mondialisation" dans Barbey d'Aurevilly ou le triomphe de l'écriture de Jean-Pierre Thiollet.
Il est candidat à la XIVe législature (2012-2017) dans sa circonscription après avoir été investi par l'UMP. Il est élu au second tour de scrutin en juin 2012.
En octobre 2012, il fait partie des dix-sept députés du groupe UMP (sur 195) à voter contre la ratification du pacte budgétaire européen.
Il est membre du groupe d'études sur le problème du Tibet de Assemblée nationale.
Il soutient Nathalie Kosciusko-Morizet pour la primaire présidentielle des Républicains de 2016.

## Mandats
- depuis le 19 mars 2001 : Maire de Ribeauvillé
- 19 juin 2002 - 20 juin 2017 : Député du Haut-Rhin